# Розчинність мінералів
Розчинність мінералів (рос. растворимость минералов, англ. solubility of minerals, нім. Auflösbarkeit f der Minerale) — взаємодія мінералів і розчину або чистої води, внаслідок якого вони переходять у розчин. За розчинністю всі мінерали поділяються на важкорозчинні, малорозчинні і сильнорозчинні. До сильнорозчинних належать майже всі нітрати, прості хлориди, водні сульфати, багато водних боратів і кислі карбонати. Деякі з них розчиняються досить легко у холодній воді, а частина — лише при нагріванні.
В природних умовах навіть важкорозчинні мінерали піддаються розчиненню, яке може призвести до повного або часткового їх зникнення. Найбільш інтенсивно розчиняються вершини і ребра, повільніше — грані, внаслідок чого кристал набуває заокругленої форми, а на гранях утворюються мікро- і макроскопічні заглиблення (фігури розчинення).